# Holowniki projektu H-800/IV
Holowniki projektu H-800/IV – typ polskich holowników z okresu zimnej wojny, składający się z dwóch jednostek. Okręty zostały zbudowane w Gdyńskiej Stoczni Remontowej w Gdyni i zostały wcielone w skład Marynarki Wojennej w latach 1970–1971. Jednostki zostały skreślone z listy floty po blisko 35-letnim czasie użytkowania w 2005 roku.

## Projekt i budowa
Powstanie jednostek projektu H-800/IV spowodowane było z zapotrzebowaniem Marynarki Wojennej na nowe holowniki, co związane było ze znacznym wzrostem ilości okrętów. W drugiej połowie lat 60. XX wieku w Gdyńskiej Stoczni Remontowej opracowano projekt holownika z silnikiem o mocy 800 KM nazwany H-800, budowany następnie na potrzeby cywilne. Marynarka Wojenna zamówiła w stoczni dwie takie jednostki, których zmodyfikowany projekt został nazwany H-800/IV (twórcą był inż. Paweł Wieczorek). Z założenia jednostki przeznaczone były do holowania okrętów MW i tarcz artyleryjskich oraz udziału w akcjach ratowniczo-gaśniczych.
Oba holowniki zostały zamówione i zbudowane w Gdyńskiej Stoczni Remontowej. Nieznane są daty położenia ich stępek ani wodowania.
| Okręt | Stocznia | Położenie stępki | Wodowanie | Wejście do służby | Los                     |
| ----- | -------- | ---------------- | --------- | ----------------- | ----------------------- |
| H-1   | Gdynia   | ?                | ?         | 30 grudnia 1970   | wycofany 28 lutego 2005 |
| H-2   | Gdynia   | ?                | ?         | 28 lutego 1971    | wycofany 31 maja 2005   |

## Dane taktyczno-techniczne
Okręty były holownikami portowo-redowymi o długości całkowitej 25,6 metra (23,16 metra między pionami), szerokości 6,64 metra i zanurzeniu maksymalnym 3,65 metra (na rufie). Wysokość boczna wynosiła 3,55 metra. Wyporność standardowa wynosiła 185 ton, a pełna 215 ton. Siłownię jednostek stanowił silnik wysokoprężny SKL Magdeburg 6NVD48 o mocy 590 kW (800 KM) przy 345 obr./min, napędzający poprzez linię wałów pojedynczą śrubę napędową umieszczoną w dyszy Korta. Prędkość maksymalna okrętów wynosiła 11 węzłów, a zasięg 1500 Mm przy prędkości 9 węzłów. Uciąg na palu miał wartość 12 Ton. Energię elektryczną zapewniały dwa zespoły prądotwórcze.
Kadłuby jednostek podzielone były na pięć przedziałów wodoszczelnych: I - skrajnik dziobowy; II - pomieszczenia załogi (dwa sześcioosobowe pomieszczenia mieszkalne, trzyosobowe pomieszczenie mieszkalne i dwuosobowe pomieszczenie mieszkalne); III - siłownia, IV - magazyn oraz V - skrajnik rufowy z maszyną sterową. W umieszczonej na pokładzie nadbudówce znajdowały się: kabina radiowa, kuchnia i jadalnia, blok sanitarny, magazyn prowiantu oraz szyb maszynowy (na dolnej kondygnacji). Na pokładzie nawigacyjnym nadbudówki znajdowało się główne stanowisko dowodzenia, magazyn oraz szyb maszynowy przechodzący w komin. Na szczycie (pokładzie namiarowym) znajdował się maszt oraz działko wodno-pianowe, a za tylną ścianą nadbudówki na pokładzie głównym umieszczony był specjalny hak holowniczy. Jednostki wyposażone były w radar nawigacyjny SRN.
Załoga pojedynczego holownika składała się z 17 osób.

## Służba
H-1 i H-2 zostały wcielone w skład Marynarki Wojennej w latach 1970–1971. H-1 otrzymał przydział do 43. Dywizjonu Pomocniczych Jednostek Pływających Komendy Portu Wojennego Hel w ramach 9. Flotylli Obrony Wybrzeża, natomiast H-2 zasilił 42 Dywizjon Pomocniczych Jednostek Pływających Komendy Portu Wojennego Świnoujście (8 Flotylla Obrony Wybrzeża). W ciągu całego okresu służby oba holowniki wykonywały liczne zadania: asystowały okrętom na redach, wprowadzały je do portów i pomagały w manewrowaniu, a także uczestniczyły w akcjach ratowniczych i transportowaniu zaopatrzenia. W czerwcu 1975 roku obie jednostki wzięły udział w ćwiczeniach o kryptonimie Posejdon-75, a w maju 1983 roku w wielkich ćwiczeniach sił Marynarki Wojennej o kryptonimie Reda-83. Holowniki zostały skreślone z listy floty w 2005 roku, po blisko 35-letnim okresie intensywnej eksploatacji.